# Negatiu
|  | Per a altres significats, vegeu «Nombre negatiu». |

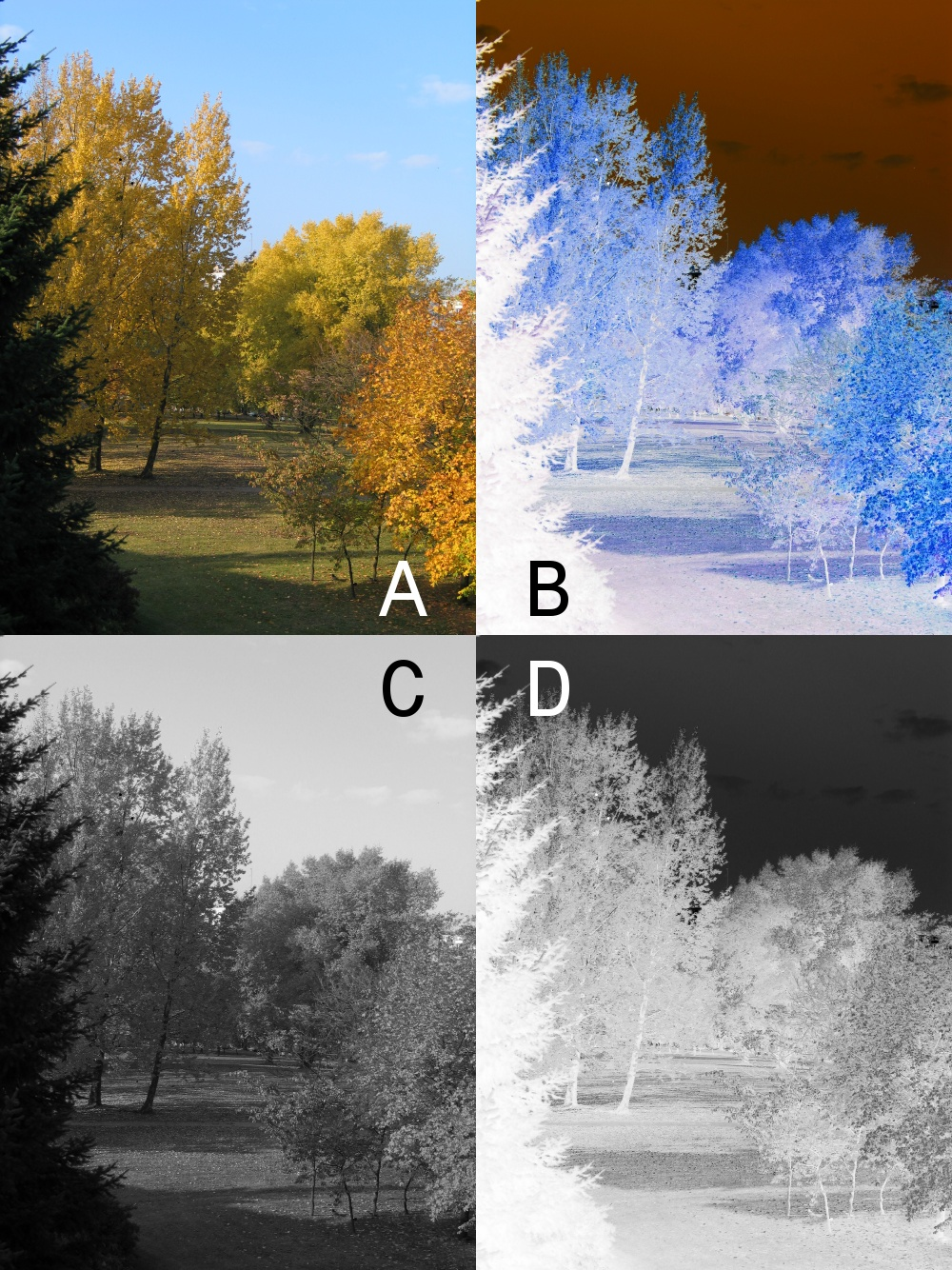
Mateix paisatge vist amb diferents tipus de negatius.

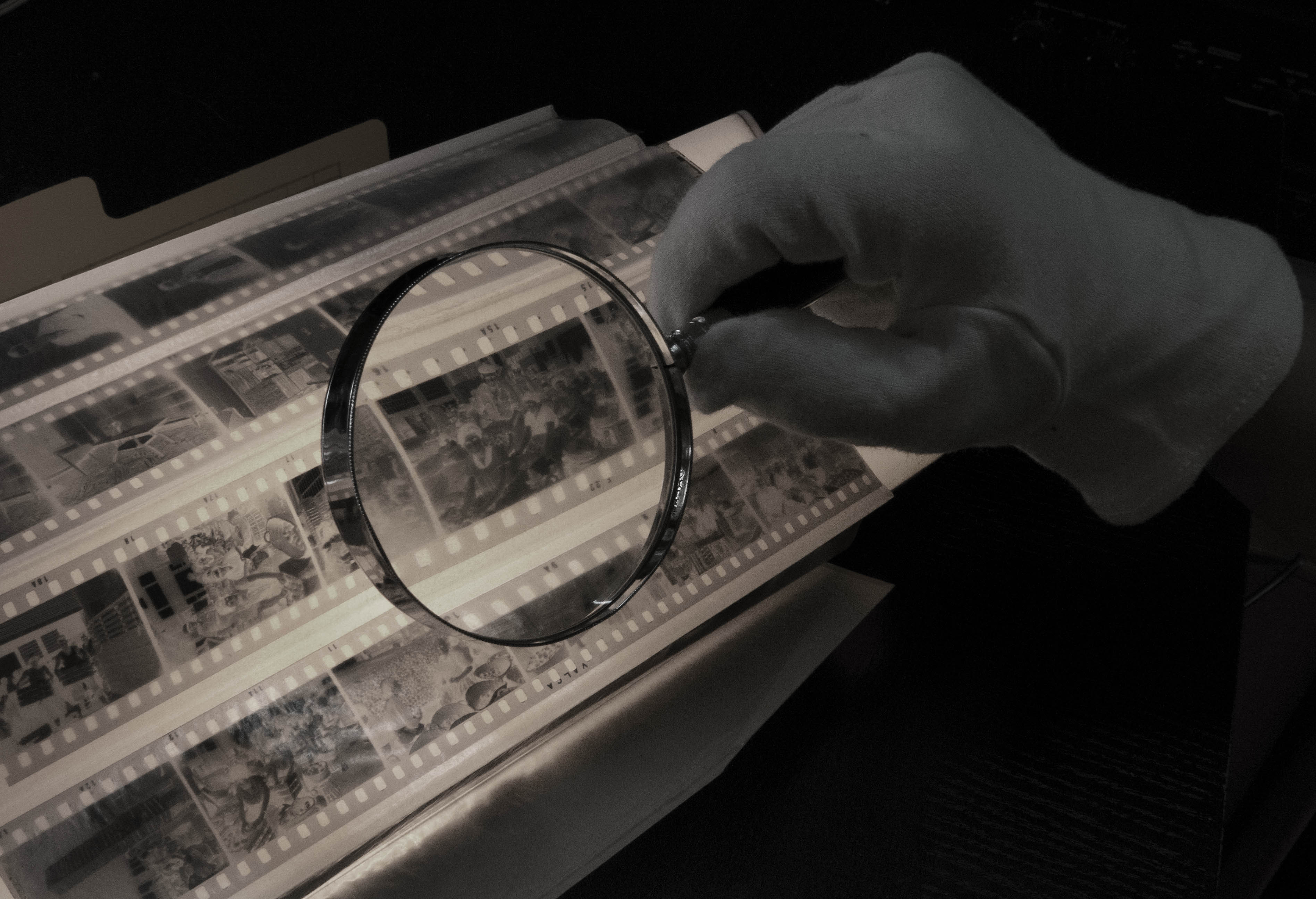
Negatius

Un negatiu o clixé és, en fotografia, una pel·lícula fotogràfica (o, antigament, una placa de vidre) que s'utilitza en la càmera fotogràfica convencional per, tot seguit, realitzar el positivat en paper o en diapositiva. Les parts del negatiu en què ha incidit la llum es veuran amb un color fosc, mentre que en les parts on no ha incidit, quedaran transparents. En els negatius en color, tant els tons com els colors originals s’inverteixen. Això significa que cada color es transforma en el seu complementari: el vermell esdevé cian, el verd es converteix en magenta, i el blau en groc.
Caràcter del negatiu
El caràcter d’un negatiu ve determinat per les seves densitats, el contrast i el gra. Les densitats del negatiu, que es deuen als dipòsits de plata o colorants formats durant el revelat, modulen la llum que arriba al positiu, permetent que aquest tingui tonalitats normals. La diferència entre les densitats màxima i mínima defineix el contrast general del negatiu, mentre que el grau de variació entre les densitats intermèdies determina el contrast local. La densitat general depèn principalment de l’exposició, ja que una lluminositat mínima és necessària per capturar una imatge que es pugui positivar amb èxit. El revelat juga un paper crucial en el contrast, especialment en les zones ben exposades, on la intensitat de la imatge latent permet que la densitat augmenti proporcionalment al temps de revelat. Pel que fa al gra, aquest depèn de la mida dels cristalls de l'emulsió i de la densitat de cada zona. Un augment de la densitat sovint comporta un gra més gran, però aquest sol tenir un impacte secundari en el resultat final del positiu.

## Història
Els primers negatius de la història eren els que mostraven una imatge sola. Si a l'inici van ser de paper, ràpidament la seva fragilitat i poca transparència va fer cercar un substitut per fer de suport de l'emulsió que contenia la imatge: la placa de vidre. La transparència i solidesa d'aquest material va fer descartar l'ús del paper com a suport de negatiu, i les primeres emulsions que acolliren van ser les de col·lodió. Aquests negatius s'havien de confeccionar manualment just abans de ser exposats, i l'emulsió resultant era molt fràgil si no es protegia amb algun 
tipus de vernís. La possibilitat de reaprofitar els vidres en propers negatius va fer que molts conjunts de negatius al col·lodió d'eliminessin. Les restes de treball manual en el tall del vidre, en l'emulsionat de la placa, la singularitat en la coloració de l'emulsió o les singulars esquerdes producte de deteriorament són elements identificatius d'aquestes plaques.
El negatiu a la gelatina va aportar la mecanització en la producció de plaques i l'estandardització total de formats, gruixos, sensibilitats. És el material més comú en els negatius del segle xix, i el seu ús va arribar fins a l'aparició de la fotografia digital. Malgrat tot, la base que sustentava l'emulsió va anar evolucionant.
Els primers negatius de gelatina continuaven amb l'ús del vidre com a suport. Els formats estàndards anaven de les grans
plaques de 30x40 cm fins a les plaques de 4,5x6 cm. A mesura que va passant el temps el format de les plaques usat pels fotògrafs retratistes i reporters va disminuint, i es va passar a les de format més gran per a aplicacions especials o d'estudi. Un exemple és el material negatiu realitzat per a l'Exposició Internacional de Barcelona, en concret per captar les peces que figuraren en l'apartat El Arte en España i consta d'un
conjunt d'unes 15.000 plaques de format 18x24 cm conservat a l'Arxiu Fotogràfic de Barcelona, mentre els reporters que pocs anys abans fotografiaren la transformació urbanística de la muntanya van treballar majoritàriament en negatius de 10x15 i 13x18 cm.
La necessitat de trobar un suport més lleuger per als negatius va propiciar l'aparició de les pel·lícules flexibles de base plàstica. Les primeres van ser de nitrat, que aviat van comportar problemes d'estabilitat (problemes que s'arrosseguen fins avui dia: la conservació d'aquest material és complicada, cosa que fa difícil mantenir estocs grans un cop han iniciat
la degradació, que pot arribar a ser altament perillosa per la seva possibilitat d'autoinflamar-se) i van evolucionar cap a
pel·lícules d'acetat (les quals avui dia se sap que també són inestables, amb una degradació distinta i menys accelerada) per
arribar a les pel·lícules de triacetat i de polièster.
Com a exemple de gran producció de negatius a Catalunya cal esmentar el fons de l'Arxiu Fotogràfic de Barcelona de la família Pérez de Rozas, on s'observen al principi moltes plaques de vidre i, a mesura que avança el temps s'incorporen les plaques de base plàstica, fins que a partir dels anys trenta tota la producció són rotlles de pas universal o pas mitjà. El treball com a fotoperiodistes i la pressa per al lliurament del material feia descuidar la cura dels negatius, i reduïen els
banys de fixatge i de rentat, amb el posterior deteriorament que la presència d'àcids residuals provocaria en les pel·lícules. Molts d'ells van arribar enrotllats formant cilindres i lligats amb una tira de paper, una manera habitual de guardar les grans produccions de negatius, però que és molt poc idònia per la correcta conservació.